# Антисемитизм в Венесуэле
Антисемитизм в Венесуэле существовал на протяжении всей истории евреев в Венесуэле. Однако под председательством как Уго Чавеса, так и Николоса Мадуро антисемитские утверждения  росли после действий и заявлений правительства Венесуэлы, а также были замечены в общественных инцидентах.. Еврейское население быстро сократилось при Боливарианском правительстве, в соответствии с оценкой Журнала Альгемейнера, еврейское население с 22 тыс. человек в 1999 году, упало до 7 тыс. в 2015.

## XIX век
В 1827 году группа евреев переехала из Кюрасао и поселилась в Коро в Венесуэле. В 1855 году беспорядки в этом районе заставили всё еврейское население, 168 человек, вернуться на Кюрасао. Ассимиляция евреев в Венесуэле была трудной, хотя небольшие общины можно было найти в Пуэрто-Кабельо, Вилья-де-Куре, Карапано, Рио-Чико, Маракайбо и Баркисимето.

## XX век
Иммиграционные ограничения были установлены в отношении евреев в начале XX века и были отменены в конце 1950-х годов. К 1950 году в Венесуэле насчитывалось около 6  тыс. евреев, а самые большие волны иммиграции произошли после Второй мировой войны и шестидневной войны 1967 года. Еврейское население в Венесуэле было в основном сосредоточено в Каракасе и в Маракайбо. Большинство евреев Венесуэлы - иммигранты в первом или втором поколении. Венесуэла принимала еврейскую жизнь, а евреи «развивали глубокие связи со страной и сильное чувство патриотизма».

## XXI век

### Эмиграция
Согласно Латиноамериканскому еврейскому конгрессу, еврейская община Венесуэлы насчитывала около 22 тыс. человек, когда Чавес вступил в должность в 1999 году. В первые несколько лет XXI века число евреев Венесуэлы, эмигрировавших в Израиль, постоянно росло. 
В Журнале Альгемейнера уточняется, что еврейская эмиграция из Венесуэлы произошла из-за «экономического кризиса в стране ... а также вследствие антисемитской риторики, которая обозначила поддержку левого режима Ирану, Сирии и палестинским исламистским организациям, таким как ХАМАС», и что «сначала Чавес и теперь Мадуро нашли политическое применение для антиеврейской риторики».
В 2007 году сообщалось, что эмиграция привела к сокращению почти 20% от еврейского населения Венесуэлы в 20 тыс. человек на фоне растущих антисемитских заявлений. По оценкам латиноамериканского еврейского конгресса, в 2007 году в Венесуэле всё ещё проживало от 12 до 13 тыс. евреев. К ноябрю 2010 года более 50% евреев-венесуэльцев покинули страну с тех пор, как Чавес пришёл к власти, а некоторые из тех, кто остался, жалуются на «официальный антисемитизм». 
К началу 2013 года в Венесуэле проживало всего 9 тыс. евреев, а в начале 2015 года лишь 7 тыс. человек.
США был основным пунктом назначения, особенно Майами, Флорида. Другие отправились в Израиль, а также в Панаму, Колумбию, Коста-Рику и Гватемалу.

### СМИ
В своём отчёте за 2002 год, Stephen Roth Institute сообщил,что венесуэльский журналист в США, Тед Кордова-Клер, опубликовал статью в частном продемократическом журнале, приравнивая Шарона к Адольфу Гитлеру". Институт Рот также сообщил, что журналист «Фронтера» Альфредо Эрнандес Торрес оправдывает нападения террористов-смертников на Израиль, заявляя, что «Шарон проявляет больше ненависти, чем нацисты против евреев».Торрес также назвал Шарона «зверем» и сказал, что Израиль занимается «геноцидом в Дженине  ... который бы смутил даже бесчувственного Гитлера» [18].  Институт Рот сообщил, что венесуэльские газеты El Universal (Венесуэла) и El Nacional обвинили Израиль в геноциде, а редакционная статья, написанная Марией де лос Анжелес Серрано в газете El Nacional, в которой говорится о том, что израильские евреи «сегодня удушают, депортируют, закрывают в камерах и убивают 
палестинский народ с тем же энтузиазмом, что и их преследователи нацисты."  Согласно Институту Рот, когда Últimas Noticias взял интервью у ливанско-венесуэльского  политического деятеля и у руководителя пятого республиканского движения Тарека Уильяма Саабу и директора Школы международных исследований Центрального университета Венесуэлы Франклина Гонсалеса, оба сообщили, что Организация Объединённых Наций разочарована в палестинцах, и что «корни конфликта связаны с созданием Государства Израиль в 1947 году»
Всемирная конференция против антисемитизма 2009 года утверждала, что антиеврейские статьи были опубликованы в средствах массовой информации, финансируемых Чавесом, «в среднем 45 публикаций в месяц» в течение 2008 года и «более пяти публикаций в день» в течение месячной операции в январе 2009 года в Газе (Операция «Литой свинец»).
Согласно докладу Венесуэльской конфедерации израильских ассоциаций (CAIV) «Антисемитизм в Венесуэле-2013», «искажённые новости, упущения и ложные обвинения» в адрес Израиля происходят из Iran Press TV и Hispan TV,также транслируются на Российском телевидении and Cuba's Prensa Latina, and Venezuela’s state media, including SIBCI, Agencia Venezolana de Noticias, TeleSUR, Venezolana de Televisión (VTV), Alba TV, La Radio del Sur, Radio Nacional de Venezuela, YVKE Mundial, Correo del Orinoco and Ciudad CCS. CAIV продолжает, заявляя, что СМИ обвиняют сионизм в «движении хищников», что «антисемитские авторы притворяются, что устанавливают различия между еврейской религией и сионистским движением» и что средства правительства Венесуэлы используют антисемитские темы.

### Обвинения Чавеса в антисемитизме
Центр Симона Визенталя критиковал президента Чавеса после его сравнения испанца Хосе́ Мари́я Асна́р с Гитлером. В конце 2005 года раввин Генри Собель из Бразилии, лидер [Всемирного еврейского конгресса], также обвинил Чавеса в антисемитизме.
В 2004 году, после того как он преодолел референдум о своём президентстве, Чавес сказал оппозиции не позволять себе «быть отравленным Вечным жидом. Не позволяйте им вести вас в том направлении, в котором они вам указывают. Некоторые люди говорят, что эти 40% [кто поддержал его отзыв] являются врагами Чавеса. На следующий день он сказал по национальному телевидению, что «Существуют люди - каждый день их всё меньше - так называемые « маленькие лидеры », которые никого не ведут, они изолированы и блуждают изо дня в день, как Вечный жид ». Институт Рот говорит, что еврейская община Венесуэлы объясняет, что выражение « Вечный жид» было направлено метафорически на лидеров оппозиционных партий» и является общим термином в католическом мире. Вице-президент Хосе Висенте Рангель объяснил значение этого термина на следующий день и заверил руководителей еврейских общин, что выражение было использовано ненадлежащим образом. Государственный департамент США также отметил, что «Спустя несколько дней после победы на выборах президент Чавес выступил с речью, в которой он сравнил оппозицию с «Вечным жидом.»."  Написав статью в сетевом издании The Weekly Standard, политик Тор Халворссен говорит, что Государственный департамент США и Бюро по демократическим институтам и правам человека в «Докладе о глобальном антисемитизме» отметил, что «антисемитские листовки также доступны для общественности в зале ожидания офиса министерства внутренних дел и юстиции».
Центр Визенталя подверг критике антисемитские заявления Чавеса во время празднования Рождества 2005 года в реабилитационном центре. Говоря о выступлении в декабре 2005 года, «Miami Herald» сказал: «Чавес не первый раз выступает в антисемитском духе. В 2005 году Чавес заявил, что «мир для всех нас, но так получилось, что меньшинство, потомки тех, кто распял Христа, потомки тех же самых, которые 
выгнали отсюда Симона Боливара, а также распяли его по-своему там, в Санта-Марте, в Колумбии. Меньшинство овладело всем богатством мира."
По данным JTA, источников правительства Венесуэлы и организации FAIR, еврейские лидеры в Венесуэле заявили, что в цитате отсутствует ссылка на Боливара, а точнее в ней говорится, что Чавес имел в виду евреев и осуждал эти высказывания в антисемитском ключе путём его намёков на богатство. Согласно статье, опубликованной на сайте Forward.com, лидеры венесуэльской еврейской общины обвинили Центр Симона Визенталя в том, что он поспешил с суждением  антисемитских высказываний, заявив, что комментарии Чавеса были изъяты из контекста и что он на самом деле имел в виду «нееврейскую бизнес-элиту " или " белая олигархия, которая доминировала в регионе с колониальной эпохи ". Однако, согласно Американско-израильскому совместному предприятию в Еврейской виртуальной библиотеке, венесуэльские еврейские общины и организации воздержались от критики заявлений Чавеса, чтобы не привлекать негативную рекламу и в соображениях безопасности.
Согласно веб-сайту в защиту Чавеса Venezuelanalysis.com, Чавес отрицал обвинения, заявляя Национальному собранию: «Я - антилиберальный ,я - антиимпериалистический, но антисемит - никогда, это ложь. Я уверен, что это часть империалистической кампании ». Чавес сказал, что он думал, что нападение было «наступлением империи». Он отклонил обвинения Центра Саймона Визенталя в качестве пропаганды и сказал, что он надеется, что бывший премьер-министр Шарон оправится от его удара. В речи по телевидению Чавес обвинил Центр Визенталя в работе с Вашингтоном. «Это часть империалистической кампании», - сказал Чавес, согласно JTA. «Это часть политической битвы."  Представитель Центра Визенталя в Латинской Америке ответил, что упоминание Чавеса о убийцах Христа было «в лучшем случае двусмысленным» и что «решение о критике Чавеса было принято после тщательного рассмотрения».
Критики указывают на профессиональные отношения Чавеса с Норберто Церезоль. Халворссен говорит, что «Чавес впервые баллотировался на президента с платформой реформ, одержав победу при оползне. Мало кто понял, что Чавес планировал произвести революцию в стране по плану, составленному его давним другом Норберто Церезолем,  Аргентина, писатель, печально известный своими книгами, отрицающими Холокост и его теории заговора о еврейских планах по контролю над планетой ». Отрицающий Холокост Церезоль называет евреев Венесуэлы самой большой угрозой для боливаризма  в его «Caudillo, Ejército, Pueblo» («Лидер, армия, люди»). Чавес отрицает получение совета от Церезоля, который был выселен из Венесуэлы через несколько месяцев после того, как Чавес достиг власти; позже, Clarin.com сказал, что Хосе Висенте Рэнгел описал книгу Церезоля как отвратительную и презренную.
В статье в «Бостонском глобусе» говорилось о еврейском кинорежиссёре, который «бежал из страны, опасаясь за свою жизнь» в январе 2006 года. Согласно статье, хозяева правительственной телевизионной программы обвинили его в участии «сионистского заговора против Чавеса»; на следующий день Чавес призвал законы блокировать производство фильмов, которые «очерняют нашу революцию»,.
В 2006 году JTA заявила, что евреи в Венесуэле всё больше опасаются яростной критики Чавесом Израиля во время израильской войны в 2006 году с Хезболла. Они заявили, что его риторика «разжигает пламя антисемитизма» и что недавнее антисемитское поведение не было типичным для Венесуэлы. Они указали на озабоченность по поводу «зажигательных комментариев правительства об Израиле и евреях». Чавес несколько раз обвинялся в антисемитизме такими организациями, как Антидиффамационная лига, которая писала Чавесу с просьбой рассмотреть, как его заявления могут повлиять на Венесуэлу. Южный директор ADL обвинил Чавеса в том, что он «искажает историю и душит правду, как он это делал в данном случае, это опасное упражнение, которое перекликается с классическими антисемитскими темами». Президент тибетских независимых венесуэльско-американских граждан заявил в 2006 году: «Это то, чего вы ожидаете от кого-то, кто окружает себя отбросами мира. Он ищет террористов и диктаторов. Предсказуемо, что он не будет защищать демократическую страну как Израиль ». Руководители еврейско-венесуэльских общин в Каракасе сказали «El Nuevo Herald», что заявления Чавеса создали ситуацию «страха и дискомфорта ... Президент не президент одной группы, а также и венесуэльских евреев." Федерация израильских ассоциаций Венесуэлы в 2006 году осудила «попытки тривиализировать Холокост, преднамеренное и систематическое уничтожение миллионов людей исключительно потому, что они были евреями ... путём сопоставления его с нынешними военными действиями».
Wikileaks Cablegate в 2010 году показал, что члены CAIV вызывают озабоченность у американских дипломатов в отношении того, что, по их мнению, является всё более враждебной средой, созданной для венесуэльцев правительством президента Уго Чавеса, заявив, что они видят «тёмный горизонт» для своего сообщества. Они опасались растущих связей правительства Чавеса с Ираном и языка, избранного Чавесом в знак протеста против политики Израиля. «Хотя риторика Чавеса как-то чётко отличала критику Израиля от роли венесуэльской еврейской общины, с 2004 года они считают, что он объединил свои антисионистские взгляды с антисемитскими», - заявил американский политический советник Робин Д. Мейер..

#### Событие СЕБИН
В январе 2013 года «аналитический анализ» [«Analisis24] выявил 50 документов, в которых показано, что СЕБИН следил за «частной информацией о выдающихся венесуэльских евреях, местных еврейских организациях и израильских дипломатах в Латинской Америке». Некоторая информация, собранная операциями СЕБИН, включала офисные фотографии, домашние адреса, номера паспортов и маршруты поездок. Считалось, что просочившиеся документы были достоверными в соответствии с многочисленными источниками, включая Антидиффамационную лигу, в которой говорилось: «Обидно читать сообщения о том, что СЕБИН получил инструкции о проведении подпольных операций надзора против членов еврейской общины».

### Общественные инциденты
Институт Рот сообщил в 2002 году, что антиизраильские сторонники Чавеса продемонстрировали солидарность с палестинской позицией ношением футболок с надписями «Иерусалим будет нашим» и «Вон из Израиля, солидарны в Палестиной».
В своём ежегодном докладе за 2004 год Институт Рот сказал, что синагога Сефардского Тиферета Израиля неоднократно подвергалась нападению после майского ралли, спонсируемого правительством 16 мая, в котором лозунги «Не разрешайте Колумбии быть Израилем Латинской Америки», «Шарон — это убийца палестинского народа», «Ура вооружённому палестинскому народу» и «Свободная Палестина», были написаны на городских стенах.
В докладе Института Рот 2004 года отмечается ряд инцидентов, в том числе вооружённый налёт, проведённый силами безопасности в ноябре в еврейской начальной и средней школе в Каракасе, который он назвал «возможно самым серьёзным инцидентом, который когда-либо имел место в истории еврейской общины». Он также заявил, что «сторонники Чавеса несут ответственность за многочисленные антисемитские проявления, в том числе повторные осквернения Сефардской тиферетской синагоги». Согласно докладу, еврейское население в Венесуэле уменьшилось до 15 000 человек, что, по его утверждению, является «результатом сильной нестабильности в стране»,. The Miami Herald and Jewish Times сообщила об эмиграции евреев из Венесуэлы из-за предполагаемых опасений по поводу антисемитизма.
В августе 2004 года Государственный департамент США сказал, что некоторые инциденты, связанные с антисемитизмом, произошли во время президентского референдума [референдума по референдуму на Венесуэле 2004 года]. Проправительственная газета VEA обвинила еврейских лидеров в участии в попытке Венесуэльского переворота 2002 года. Государственный департамент США и Институт Рот сообщили о граффити с лозунгами, такими как «Евреи уходят домой», были высечены в синагоге после митинга, спонсируемого правительством в 2004 году, подписанного Коммунистической молодёжью и Коммунистической партией Венесуэлы. 8 августа 2004 года сторонники Чавеса скандировали: «Шарон — это убийство. Нет Израилю», с буквой «S», имеющей форму [свастики]. Они также писали: «Ура Чавесу и Арафату» и «НЕТ Сионизму».
Члены Коммунистической партии опубликовали лозунги, что «ни Орландо Урданета, ни самые террористические израильтяне не победят наш народ», «Нет израильским коммандос в Каракасе», «Нет влиянию израильтян в нашем народе», «Нет Моссаду, нет ЦРУ» и «Буш + Шарон = убийцы».
Государственный департамент США в своём докладе за 2005 год о международной религиозной свободе заявил, что Венесуэла является «исторически открытым обществом без значительного антисемитизма», однако правительство и его сторонники иногда демонстрировали возможный антисемитизм.

#### 2004 Еврейский школьный рейд
По данным Государственного департамента США, в ноябре 2004 года после убийства венесуэльского государственного прокурора Данило Андерсона правительство использовало сатирические комментарии, сделанные журналистом Орландо Урданета, по американской телевизионной программе, чтобы намекнуть на возможное участие Израиля в убийстве Андерсона ". Посольство Израиля отрицало любое участие Израиля, предупреждая, что заявления правительства вводят в заблуждение.
29 ноября 2004 года в 6:30 утра, когда школьники прибыли в Коллегию Гебраику, еврейскую школу в Каракасе, 25 членов следственной полиции страны, DISIP, ворвались в школу, некоторые из них были вооружены и с капюшоном, они заперли двери с детьми внутри, чтобы обыскать школу в рамках расследования Андерсона. После трёхчасового поиска дети были освобождены; позже полиция заявила, что обыск был «бесплодным», а правительственные чиновники подтвердили, что ничего не найдено.
Государственный департамент США сказал, что газетные сообщения о слухах об участии Израиля в убийстве Андерсона, возможно, были следствием расследования. Thor Halvorssen, написав в «Еженедельном стандарте», сказал, что судья, который заказал рейд, утверждал, что «электронное оборудование, оружие, взрывные устройства, оборудование связи и документы» относятся к бомбардировке, в которой погиб политический деятель Данило Андерсон, подозревалось то, что он находится внутри здания, и что агенты «Моссада» организовали бомбёжку. Согласно Институту Стивена Ротв, поиск школы основывался на одном анонимном телефонном звонке. «Еврейское телеграфное агентство» («JTA») сообщает, что было передано оружие и взрывчатые вещества в клуб «Магнум», стрельба в еврейскую школу велась из клуба, но «Клуб Магнум» не был обыскан. Министр внутренних дел Джесси Чакон сказал, что в школе ничего не было найдено, и вместе с министром связи Андресом Изаррой отрицает, что рейд должен был запугать венесуэльскую еврейскую общину.
Этот набег был осуждён Центром Симона Визенталя, назвав его «антисемитским действием, которое скорее похоже на погром, чем юридическую процедуру под верховенством закона». Центр Визенталя сообщил: «Врываясь в эти еврейские учреждения, было намечено, что вся еврейская община Венесуэлы связана с этим преступлением и предлагает коллективную ответственность, в которой каждый еврей подвергается опасности.» По данным Института Рот, медиа-аналитики заявили, что рейд был "способом угрожать еврейской общине и следовал связям правительства с арабскими странами и радикальными исламскими государствами. Фактически, во время рейда Чавес был в Иране на дискуссии по нефти, общий интерес для обоих этих антиамериканских государств ".
Главный раввин Венесуэлы осудил «политику запугивания» рейда, отметив, что «в Каракасе нет ни одной еврейской семьи, у которой не было детей. У многих из нас есть дети в школе, внуки, правнуки или друзья. школа является наиболее эффективным способом провокации всего еврейского населения.»

#### 2007 рейд еврейского общинного центра
По данным Венесуэльской конфедерации израильских ассоциаций (CAIV, «Конфедерация ассоциаций израильтян в Венесуэле»), представители Агентства секретной полиции провели предрассветный набег на Еврейский социальный, культурный и спортивный центр («Центр социальной культуры и депортиво Гебраика») в день референдума в Венесуэле, конституционный референдум 2007 года, в котором предложенные Чавесом конституционные и срочные реформы были побеждены.
386/5000 После воскресенья, 2 декабря, во вторник, на референдуме представители CAIV опубликовали письмо, в котором говорилось, что десятки агентов DISIP принудительно вошли в общинный центр в день референдума, предположительно в поисках оружия и наркотиков. Согласно CAIV, агенты DISIP ушли после исчерпывающего поиска, не обнаружив никаких нарушений.
CAIV подчеркнул, что еврейская община в Венесуэле имеет национальное присутствие более 200 лет мирного и демократического сотрудничества, и сказал: «Мы осуждаем этот новый и необоснованный акт против венесуэльской еврейской общины, и мы выражаем наш отказ и глубокое негодование».

#### Израильский конфликт и нападения на синагогу в 2009

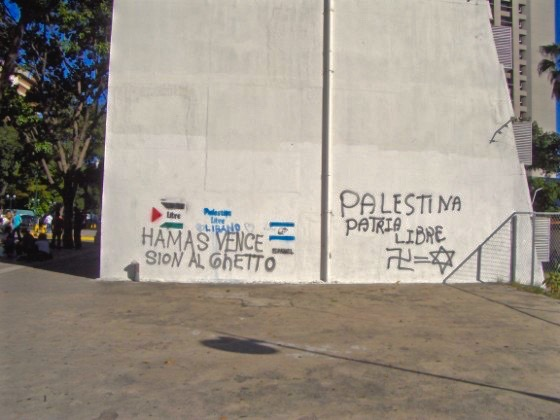
Антисемитские рисунки на стенах в поддержку ХАМАС.

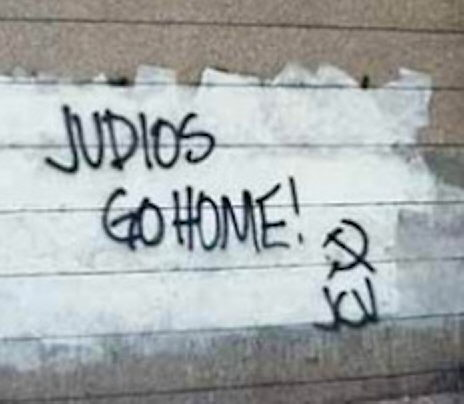
Граффити на стене израильского посольства в Каракасе, говорящее: "Евреи (« Judios „) убирайтесь домой!“ и подписаноКоммунистическая молодёжь Венесуэлы.

После начала конфликта Операция «Литой свинец» в 2009 году правительство Венесуэлы выразило несогласие с действиями Израиля. 5 января президент Чавес обвинил Соединённые Штаты в отравлении палестинского президента Ясира Арафата, чтобы дестабилизировать Ближний Восток. Он также описал наступление Израиля как палестинского „холокоста“. Несколько дней спустя венесуэльское министерство иностранных дел назвало действия Израиля „государственным терроризмом“ и объявило о высылке израильского посла и некоторых сотрудников посольства. В соответствии с распоряжением о высылке израильского посла в Венесуэле произошли инциденты, связанные с различными еврейскими учреждениями. В Каракасе прошли протесты, когда демонстранты бросали обувь в посольство Израиля, а некоторые изображали граффити на здании. На израильской синагоге Тиферет, отдельные лица написали „Имущество ислама“ на её стенах. Позже в этом месяце синагога снова была атакована.

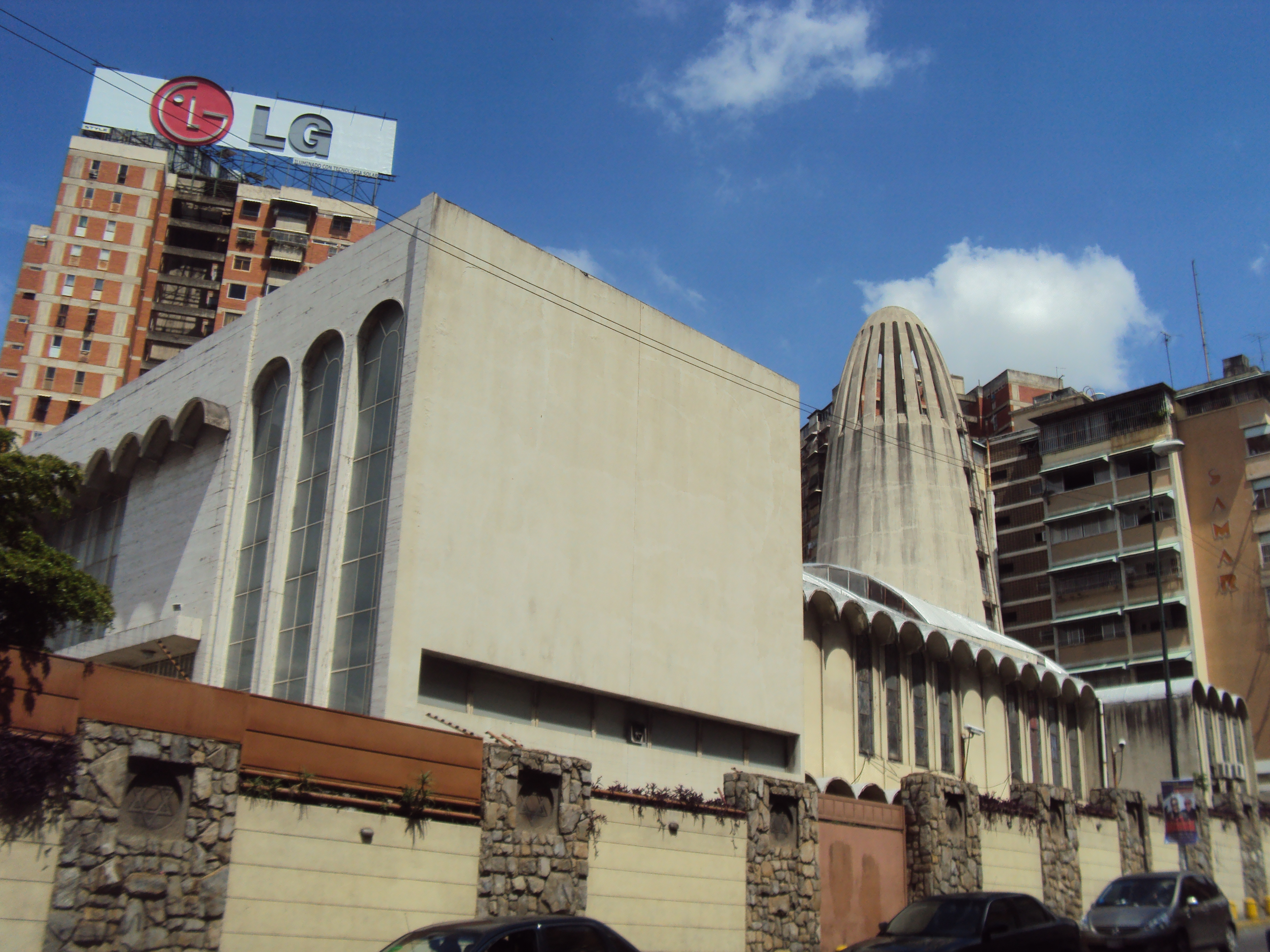
The Tiféret Israel Synagogue in Caracas was attacked in 2009.

В ночь на 31 января 2009 года вооружённая банда, состоящая из 15 неопознанных людей, ворвалась в синагогу Синагога Тиферет Исраэль (Каракас), старейшая синагога в венесуэльской столице Каракас и удерживала здание в течение нескольких часов. Банда связала и заткнула охранников, прежде чем уничтожить офисы и место, где хранились священные книги; это произошло во время еврейского шаббата. Они изрисовали стены антисемитскими и антиизраильскими надписями, призывавшими изгнать евреев из страны. Они также украли базу данных, в которой перечислялись евреи, живущие в Венесуэле. Мадуро Николас, который в то время являлся действующим министром иностранных дел, осудил этот акт как „преступный акт вандализма“. Министр информации Джесси Чакон также осудил нападение и отрицал, что оно имело какую-либо связь с правительством. Американские политики призвали президента Уго Чавеса защитить евреев страны после атаки на синагогу. Шестнадцать республиканцев и демократов написали письмо с требованием „положить конец запугиванию и преследованию еврейской общины“.»
В феврале 2009 года власти Венесуэлы арестовали 7 полицейских и 4 мирных жителей, причём два человека были причастны к синагоге, за грабёж. Согласно El Universal (Венесуэла), в отчёте CICPC говорится, что один из десяти арестованных подсудимых, Эдгар Александр Кордеро, телохранитель раввина в синагоге и офицер Столичной полиции, попросил раввина получить кредит, который он отказался дать. Кордеро решил ограбить синагогу, где, по его мнению, деньги были спрятаны в сейфах. По словам министра внутренних дел Тарека эль Айссами, антисемитский вандализм был просто тактикой: «Во-первых, чтобы ослабить расследование, а во-вторых, направить вину на национальное правительство.»
Шломо Коэн, посол Израиля в Каракасе 6 февраля получил звонок от венесуэльского правительства о том, что у всех сотрудников израильского посольства осталось 72 часа, чтобы покинуть страну. На следующий день 7 февраля президент Чавес организовал антиизраильский марш, в котором говорилось, что Израиль совершает «нацистские зверства» в Газе. На венесуэльском телевидении были замечены представители венесуэльского правительства в куфие, на улицах размахивали палестинскими флагами, и изображениями молящихся мусульман в мечетях. Вскоре после того, как израильский консул Дэнни Биран был призван помочь в демонтаже посольства, президент Чавес разорвал дипломатические отношения с Израилем, и все израильские дипломаты потеряли дипломатический иммунитет и были признаны незаконными иностранцами. Консул Биран призвал к помощи других людей в Буэнос-Айресе, Панаме, Нью-Йорке и Майами, и по прибытии все они были перехвачены в аэропорту, задержаны в течение 9 часов, а затем сопровождены в посольство персоналом венесуэльской армии. Венесуэльские войска внимательно следили за израильскими дипломатами, фотографировали и допрашивали тех, кто вошёл в посольство. Консул Биран заявил, что военный персонал находится под непосредственным распоряжением президента Чавеса и двух офицеров, один из которых якобы связан с Хезболла. 22 февраля был изъят флаг Израиля и знак посольства, и израильское посольство в Каракасе было закрыто.
Четыре дня спустя вечером, 26 февраля, в Каракасе была брошена самодельная бомба в Ортодоксальный Бейт Шмуэль. Несмотря на отсутствие травм, ущерб был нанесён окнам и машине. Считалось, что взрыв произошёл от гранаты или Трубковой бомбы.

#### Другие антисемитские инциденты
28 ноября 2012 года в Мериде по всему городу было обнаружено множество антисемитских изображений, в том числе свастики.
В 2013 году в Венесуэле произошло более 4000 антисемитских инцидентов в соответствии с главной еврейской организацией Венесуэлы, CAIV. На протяжении президентской кампании 2013 года один из двух ведущих кандидатов, Мадуро, продолжал использовать антиамериканские риторику и мотивы, подобные тем, которые использовались Чавесом в прошлом. В этом ключе он обвинил своего оппонента Каприлса в поддержке «сионистского капитализма». Мадуро утверждал, что Каприлс выступал против интересов Венесуэлы в пользу Израиля и от имени «Еврейского лобби». на этот раз были также частые ссылки на еврейские корни Каприлса в попытке нанести вред его кампании.
30 декабря 2014 года люди написали антисемитские граффити на синагоге AIV del Este Sephardic в Каракасе. Граффити включали свастику и Кельтский крест, символы, используемые организациями неонацистами. Число «6 000 000» — число евреев, убитых во время Холокоста, также было написано с вопросительными знаками. Антидиффамационная лига осудила действия президента Николая Мадуро и его правительства, и напомнила о том, что он «несёт ответственность за безопасность и благосостояние еврейской общины Венесуэлы».